# Baročna glasba
Baročna glasba zajema obdobje in zvrst evropske klasične glasbe v času baroka, približno med letoma 1600 in 1750.

## Značilnosti
Kot je za barok značilen blišč v vseh umetnostih (slikarstvu, arhitekturi, …), se to pozna tudi v glasbeni umetnosti. Baročna glasba je monodični in polifoni slog, za katerega je značilna izrazita dvojnost dura in mola, tehnika generalnega basa, virtuoznost, patos in ostri vsebinski kontrasti. Prevladujeta vokalno-inštrumentalna in inštrumentalna glasba. 
Glasba se izvaja v cerkvah, gledališčih in palačah. Namenjena je predvsem visokemu sloju ljudi za razvedrilo in zabavo. Položaj glasbenika je bil slab; smatrali so ga za obrtnika, cenjeni so bili le virtuozi (solo pevci), bili so podrejeni kot služinčad.
Barok je trajal od približno leta 1600 do leta 1750. Proti koncu renesanse se je glasba skoncentrirala na eolski in jonski modus (tonski način). Torej barok je uvedel večvrednost durove in molove lestvice.
Barok pozna dva stila pisanja glasbe:
- monodija se je uveljavila v posvetni glasbi in operi. Gre za solistični spev ob spremljavi general basa.
- instrumentalna polifonija: glasovi so melodično enakovredni in se samostojno gibajo. S tem ustvarijo harmonijo, ki se podreja pravilom nauka o akordih (višek instrumentalne polifonija|polifonije).

General bas je največkrat igral čembalo. To so sozvočni kvintakordi in septakordi. Več so uporabljali glavne stopnje.
Notna pisava je taka, kot jo poznamo danes. V obdobju baroka sta točno določena taktovski način in taktnice.
Barok pozna tri oznake tempa: hiter, srednje hiter in počasen.
Dinamika je piano(p) – forte(f). Tako dinamiko imenujemo terasasta dinamika.
Med instrumenti so največ zastopani orgle, čembalo (general bas) in godala.
Glasbene oblike v baroku so:
- glasbeno gledališče: opera, balet;
- vokalno instrumentalne: oratorij, kantata;
- instrumentalne: fuga, preludij, toccata;
- ciklične oblike: sonata, suita, koncert;
- Vokalna glasba se odvija samo v cerkvah.

Skladbe so večinoma enotematične in dvodelne. Skladatelj temo motivično obdeluje.
Glavni predstavniki baroka so: Johann Sebastian Bach, Georg Friderich Händel, Jean Baptiste Lully, Jean-Philippe Rameau, Giuseppe Tartini, Antonio Vivaldi.